# 吉祥天女

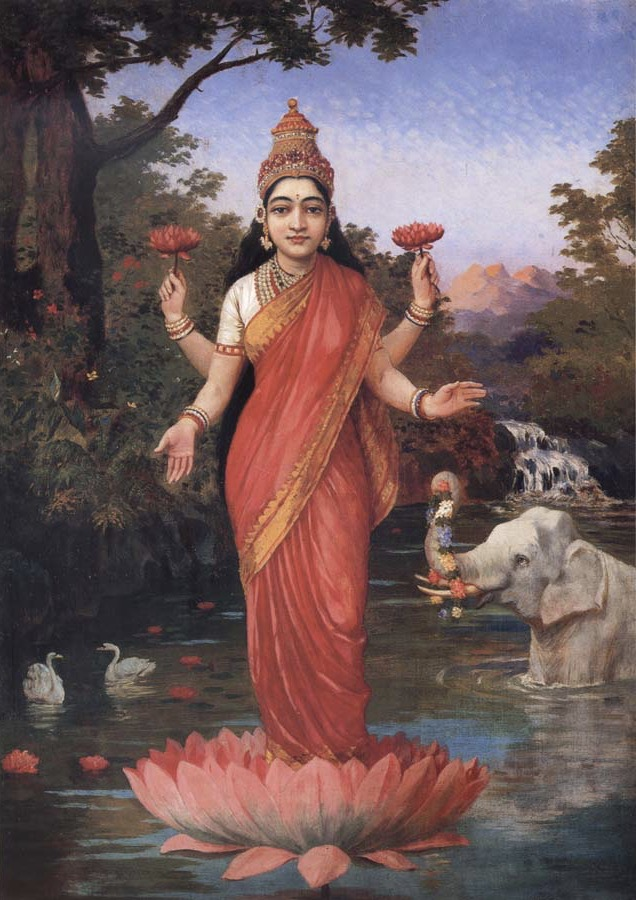
吉祥天女

吉祥天女（IAST: Lakṣmī），音译為拉克什米，其他譯名為大功德天或寶藏天女，是婆罗门教-印度教的幸福与财富女神，传统上被认为是毗濕奴的妻子。她的称号很多，其中一个比较常见的是“室利”（Śrī，意為“功德”、“吉祥”）或“摩訶室利”（Mahāśrī，摩訶意為“大”），即“大功德”、“大吉祥”之義。
吉祥天女也是佛教的护法神，金光明经中有大吉祥天女咒，这也是佛教徒日课中念诵的咒语。

## 神话学
拉克什米和室利在吠陀文献里是两个没有联系的词汇。最早的《梨俱吠陀》里没有提到拉克什米。有一种《梨俱吠陀》的附录里包含献给室利-拉克什米的颂歌，但是这份附录被认为相当晚出（可能晚至佛教时代），而且只有一个吠陀学派传承的文献包括这个附录。只有在《阿闼婆吠陀》中才开始出现拉克什米的形象，但与室利无关（可能一个象征财富，一个象征丰产和繁殖）。早期的泰帝利耶学派（鹧鸪氏学派）的注释说拉克什米和室利是阿迭多（一组太阳神）的两个妻子。百道梵书则将室利与生主联系起来（而不是后来的毗湿奴）。这两个不同女神的融合大概始于奥义书时代。在两部大史诗产生的时期，与吉祥天女有关的故事已基本形成。如《摩诃婆罗多》中已经有搅乳海这个最重要的神话。到了往世书时代，吉祥天女的神话已全部完成，并牢牢地与大神毗湿奴联系在一起。此后她又成为性力派的崇拜对象，被认为代表毗湿奴的红色“性力”（沙克提）。

## 神话中的吉祥天女

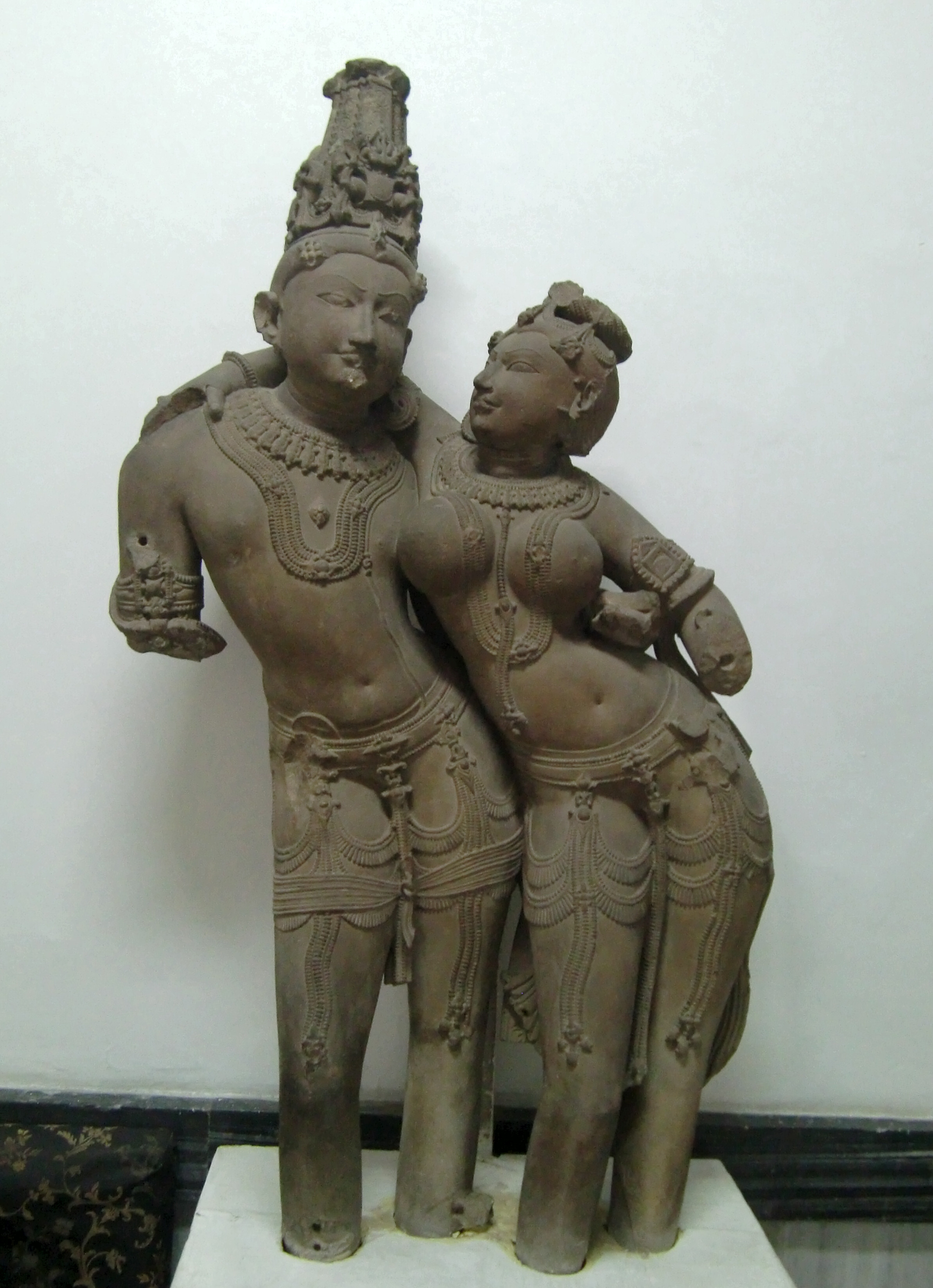
吉祥天女和毘濕奴

关于吉祥天女的出生，有几种不同说法。毗湿奴往世书认为她的第一次出生是作为梵天之子婆利古（或译为苾力瞿）仙人的女儿。但更早的神话只认为她生于搅乳海。这个故事的情节大致如下：天神（提婆）与阿修罗联合起来搅乳海，以望获得种种宝物。他们用曼陀罗山作搅棍，蛇王婆苏吉作搅绳，最后搅出了各种宝物，包括不死仙露、酒女神、月亮和吉祥天女等。这时那罗延（即毗湿奴）变身成一个美女，把众阿修罗迷得魂不守舍，天神们趁机喝光了仙露。阿修罗中只有罗睺眼尖手快偷喝了一口。在瓜分宝物时，毗湿奴要了吉祥天女作妻子。此神话出现于史诗摩诃婆罗多，后来又被往世书复述。在往世书的传说中，吉祥天女总是与毗湿奴相联系。当毗湿奴下凡时，吉祥天女就化为他在人间的配偶，如罗摩与悉多、黑天与艳光等。甚至当毗湿奴化身成侏儒时，吉祥天女也化身成他脚下的莲花。但是在摩诃婆罗多的附篇诃利世系中，吉祥天女被认为是爱神伽摩之母，而伽摩的父亲按吠陀和鹧鸪氏梵书的说法是达磨。
吉祥天女拥有反复无常、性情多变的性格。她在哪里都待不长久，一时起意就会自顾自地离开，此刻眷顾的人或事物，突然之间就忘却了。象征着富裕也会一瞬间变得贫穷，幸运也会一下子变得倒霉。然而她唯一常在的地方，就是她丈夫毗湿奴的身边。在早期的神话中，吉祥天女有时也同战神因陀罗联系在一起，传说因陀罗曾经将她分成了4份，以便在任何时候都能拥有她。
吉祥天女有时与辩才天女相互混同；而在一些典籍中，吉祥天女和辩才天女一同为梵天的妻子，两人因争宠而势不两立。传说她们曾经还发生过激烈地争吵；因为古代印度人认为智慧和财富无法并存，文学和幸运不能共容，所以吉祥天女和辩才天女的关系不合。
吉祥天女的形象通常是一位美丽的女郎，有四只手臂（有时两只），两手持红色莲花（象征吉祥），两手抛洒金钱（象征财富），身边有数只白象（通常为一对）相随。她的称号非常多，除室利以外，有乳海之女（Kṣīrābdhi-tanayā）、莲花（Padmā）、因底羅（Indirā）、世母（Loka-mātā）等。
在印度，崇拜吉祥天女的最主要活动是印度教的第一大节日排灯节。

## 佛教中的吉祥天

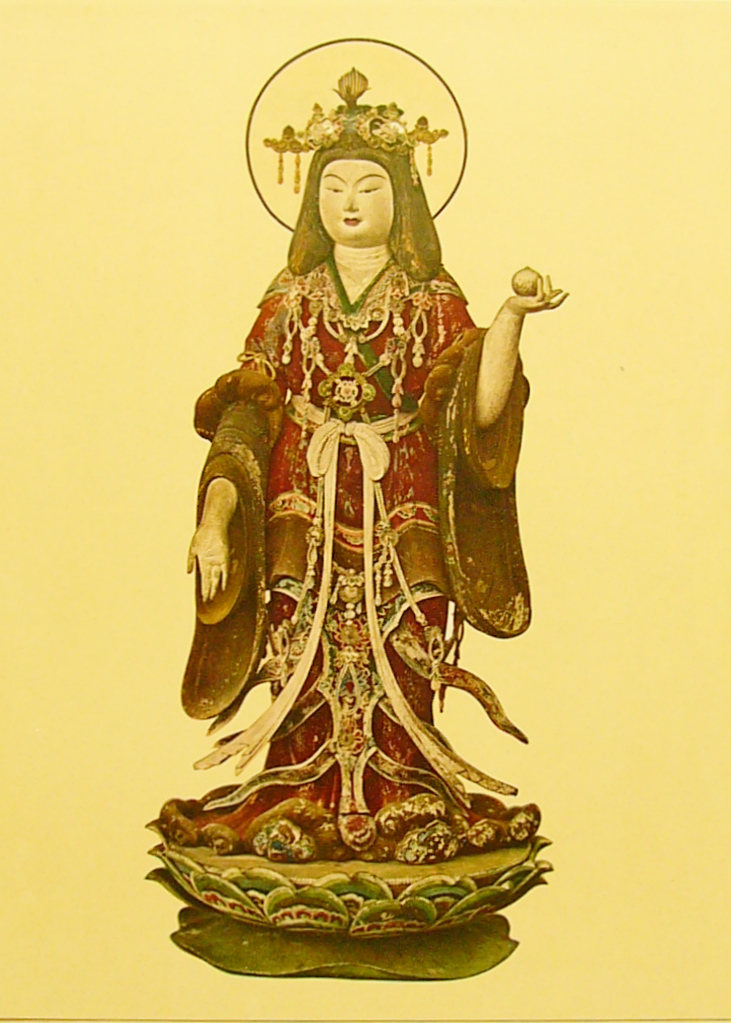
吉祥天女

吉祥天旧译功德天，音译洛乞史茗，主富貴的女天。《佛說大吉祥陀羅尼經》称为大吉祥菩薩。十二名号：吉慶、吉祥、蓮華、嚴飾、具財、白色、大名稱、蓮華眼、大光曜、施食者、施飲者、寶光。

### 吉祥天女咒
《吉祥天女咒》，又稱《大吉祥天女神咒》、《財寶天女神咒》、《善女天咒》等，出自《金光明最勝王經·卷第八·大吉祥天女增長財物品》，是佛教徒重視的咒語，也是佛教徒日课中，時常念诵的“十小咒”之一。由於吉祥天女最主要是代表財富，能消除貧窮，對於僧侶來說，能夠克服經濟困難，堅持修行，速獲身心豐樂，終得金光明三昧。對於一般俗家弟子，除了富裕之外，也能照顧到婚姻或人緣，最終所有願求皆得圓滿，故非但僧侶誦持，連居士、女居士也是非常虔誠信仰。

### 咒文
南無佛陀。南無達摩。南無僧伽。
南無室利。摩訶提鼻耶。怛地也他。
波利富樓那。遮利三曼陀。達舍尼。
摩訶毗訶羅伽帝。三曼陀。毘尼伽帝。
摩訶迦利野。波祢。波囉。波祢。
薩利嚩栗他。三曼陀。
修钵犂帝。富隶那。阿利那。达摩帝。
摩訶毗鼓畢帝。摩訶彌勒帝。
婁簸僧祗帝。醯帝簁。僧祗醯帝。
三曼陀。阿努婆羅尼。娑婆訶。

#### 拉丁轉寫
Namo buddhāya. Namo dharmāya. Namaḥ saṃghāya.
Namaḥ Śrī Mahādevīye.Tadyathā,
paripūraņa cāre samanta darśane.
Mahā vihāra gate samanta vidhamane.
Mahā kārya pratiṣṭhāpane,
sarvārtha sādhane,
supratipūri ayatna dharmatā.
Mahā vikurvite, mahā maitrī
upasamhite, mahārṣi susaṃgŗhīte
Samantārtha anupālane svāhā.